# Mirador del Río

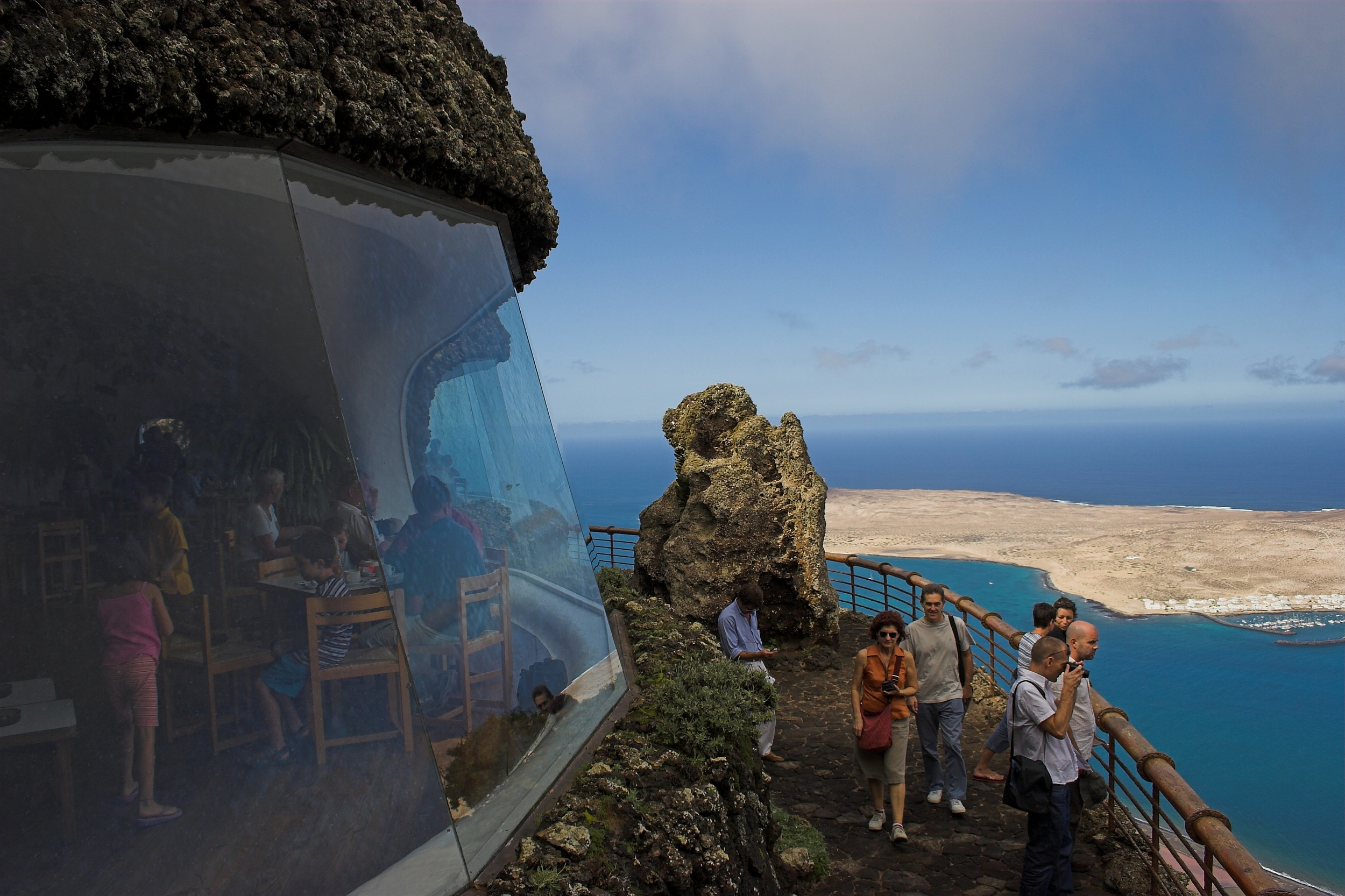
Mirador del Río

Das Mirador del Río ist ein architektonisch reizvoller Aussichtspunkt im äußersten Norden der Kanareninsel Lanzarote. Es galt zum Zeitpunkt seiner Fertigstellung Mitte der 1970er Jahre als eines der bedeutendsten modernen Bauwerke der Welt.

## Geschichte und Charakter
Das Mirador del Río befindet sich auf einem 475 Meter über dem Meeresspiegel liegenden Punkt der Steilküste des über 600 Meter hohen Famaramassivs. Der 1973 vom lanzarotenischen Künstler César Manrique, unter Mitwirkung von Jesús Soto und dem Architekten Eduardo Caceres, entworfene Aussichtspunkt (offizielle Eröffnung 1974), welcher im typischen Stil Manriques in den Felsen integriert ist, besteht aus einer über dem Abgrund befindlichen Brüstung, einem Café mit großflächigen Panoramascheiben, einem Souvenirgeschäft sowie zuoberst einer Aussichtsplattform. Auf rechte Winkel wurde verzichtet; alle Räume sind rund, auch der Parkplatz, die Aussichtsplattform und die Treppen.
Der weitreichende Blick über die Felsklippen und über die etwa zwei Kilometer breite, namensstiftende Meerenge Río (spanisch für Fluss) hinüber bis auf den Chinijo-Archipel, mit den Inseln La Graciosa, Alegranza, Montaña Clara, und dem Felsen Roque del Este, machten das Mirador del Río zu einer Touristenattraktion. Am Fuße des Abhangs (Risco de Famara), mit seinen im Laufe von Jahrtausenden entstandenen bizarren Auswaschungen, befindet sich eine der ältesten Salinen der Kanaren. Das eigenartige Rot einiger ihrer Segmente ist auf den winzigen Salinenkrebs zurückzuführen. Westlich an die Salinen angrenzend sieht man den weißen Playa del Risco. Er ist nur per Boot oder über einen serpentinenreichen Wanderweg die Steilwand herab zu erreichen.
Während des Spanisch-Amerikanischen Krieges gegen Ende des 19. Jahrhunderts wurden an jener Stelle, an der sich heute das Mirador del Río befindet, Geschützbatterien installiert. Östlich des Aussichtspunktes kann man heute noch Reste davon entdecken.

## Trivia
Der Aussichtspunkt war 1979 einer der zentralen Drehorte der Fernsehserie Timm Thaler, die die Reihe der mehrteiligen Kinder-Weihnachts-TV-Serien eröffnete. In dem faustischen TV-Märchen beherbergt das Mirador del Río den von Horst Frank gespielten Bösewicht.

## Bilder

Der von César Manrique gestaltete Mirador del Rio
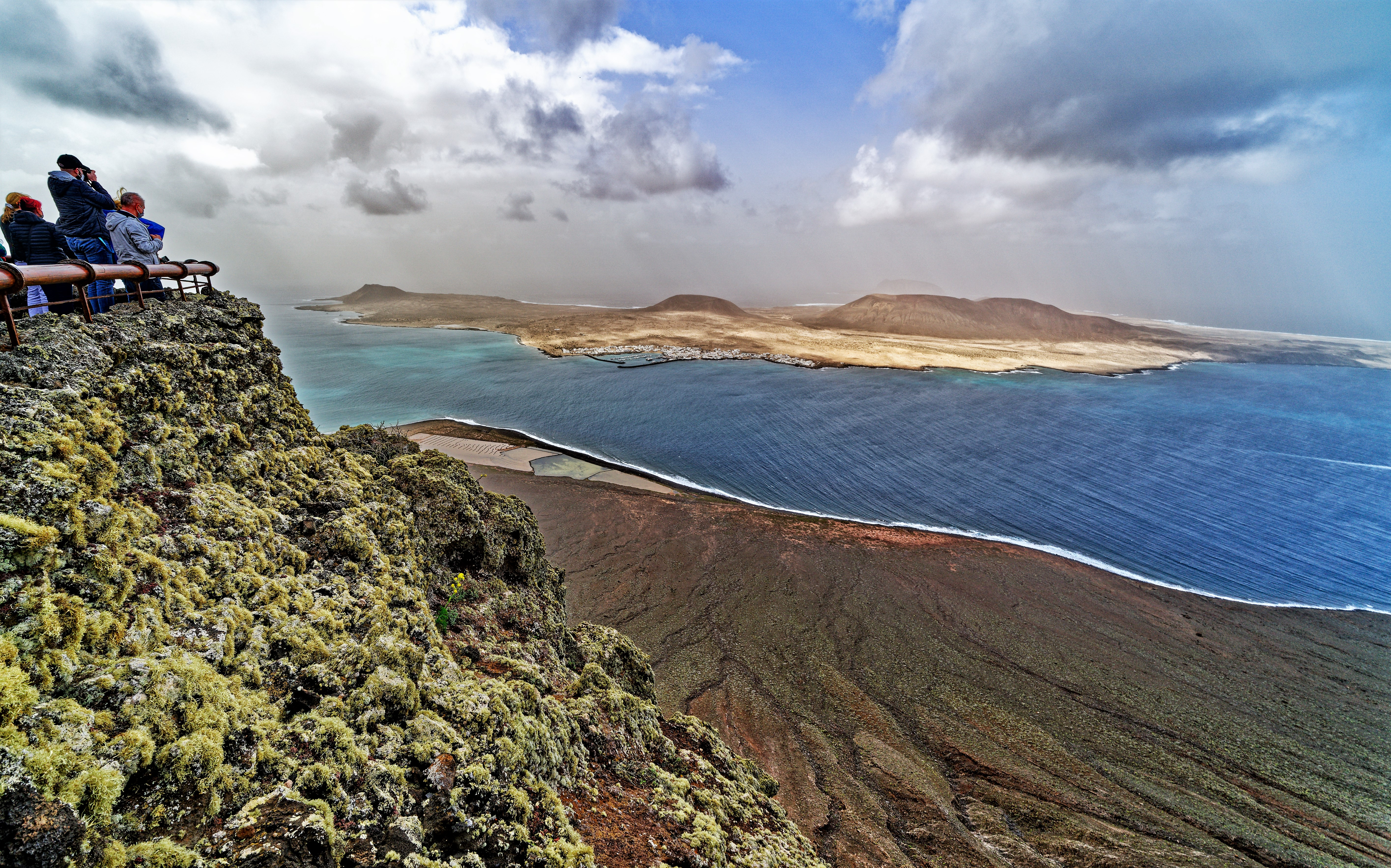
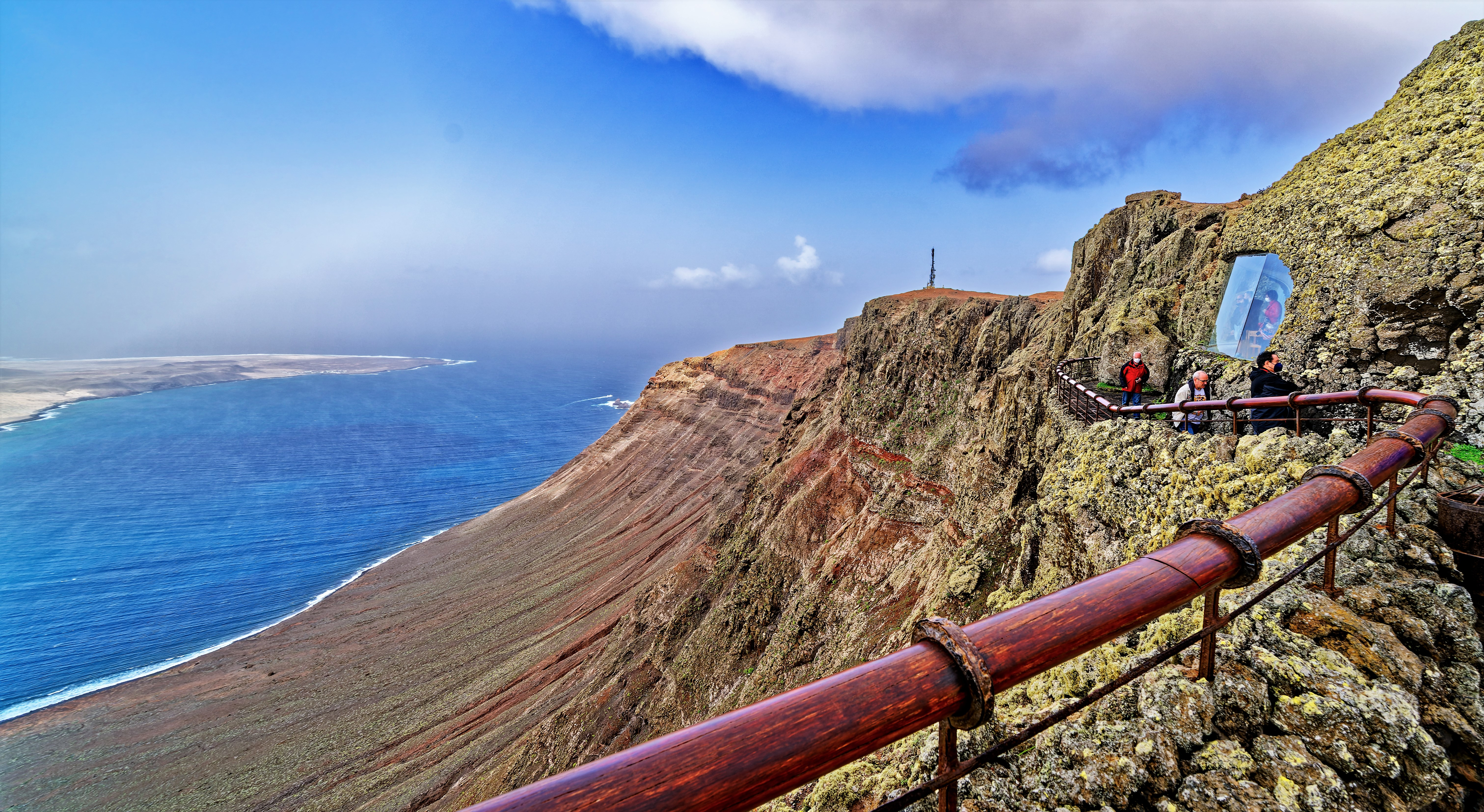
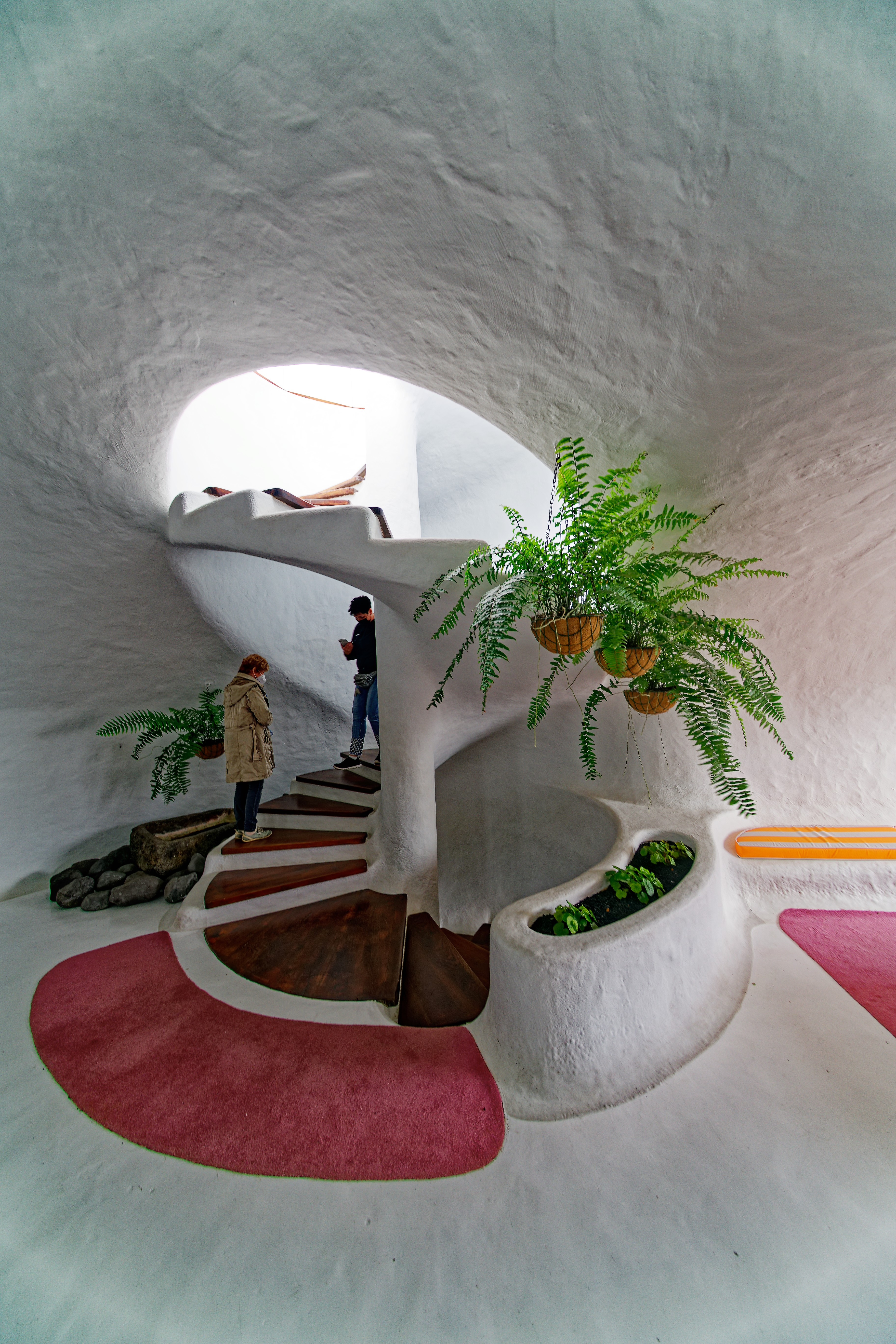
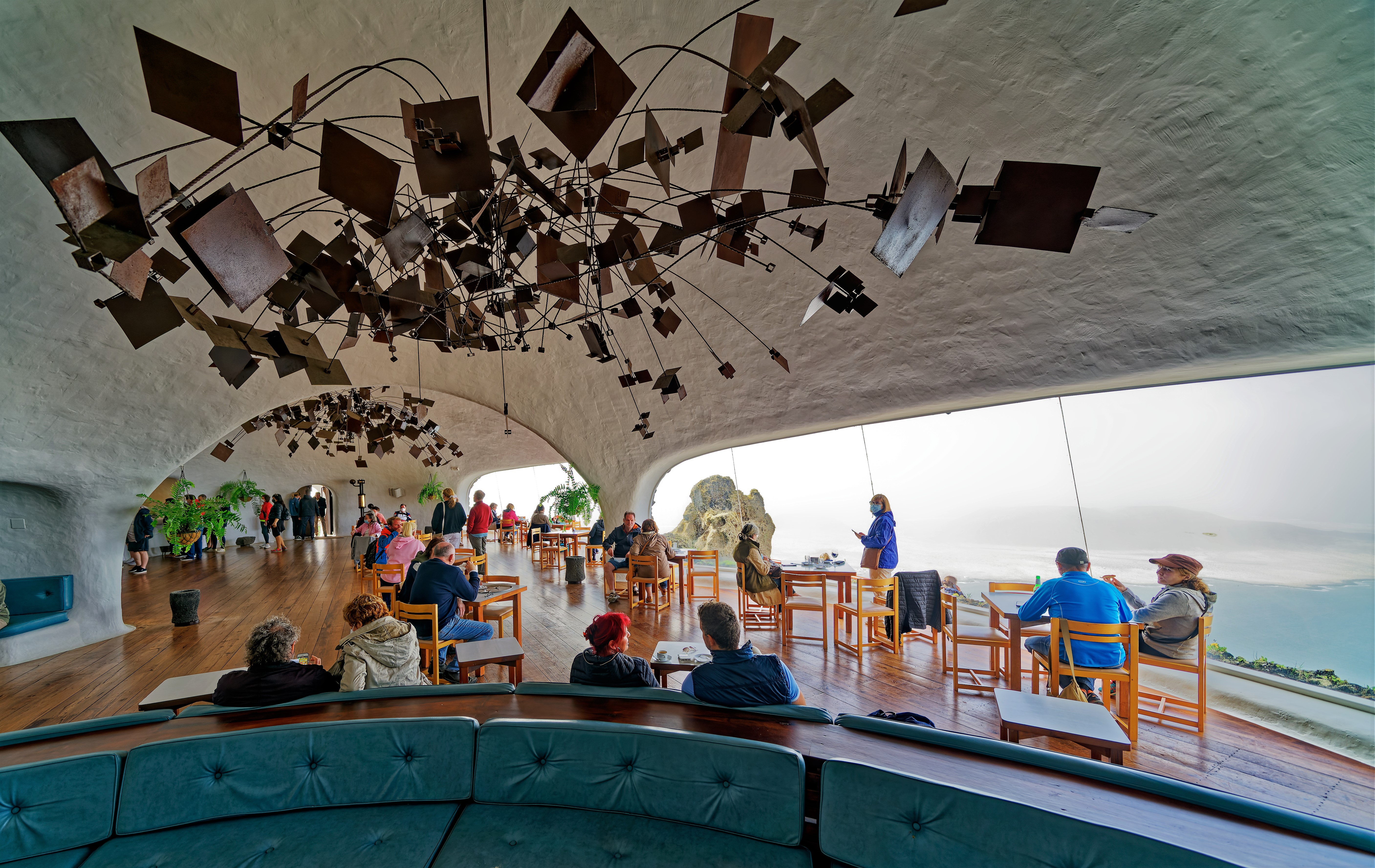

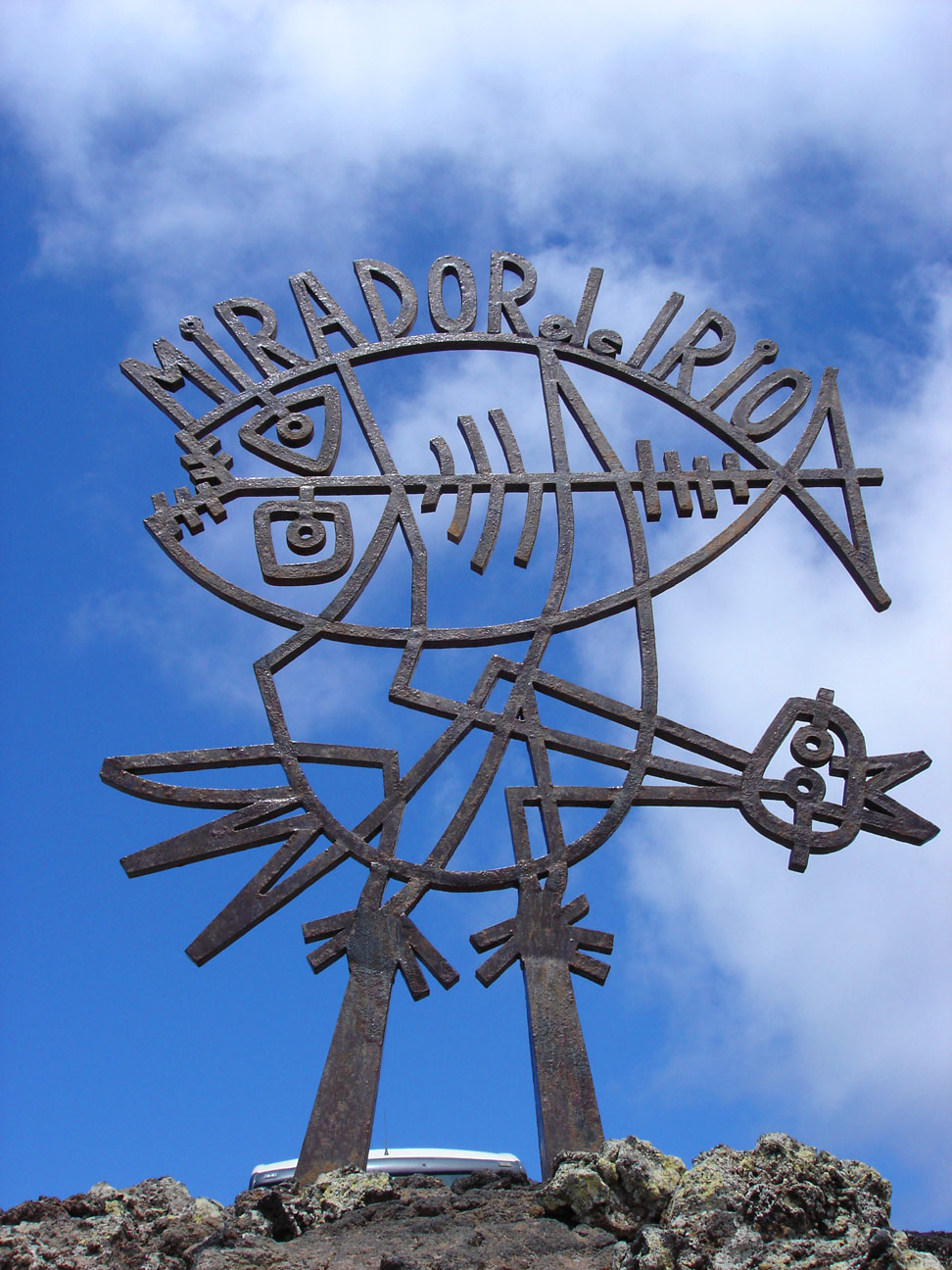
Wahrzeichen des Mirador del Río
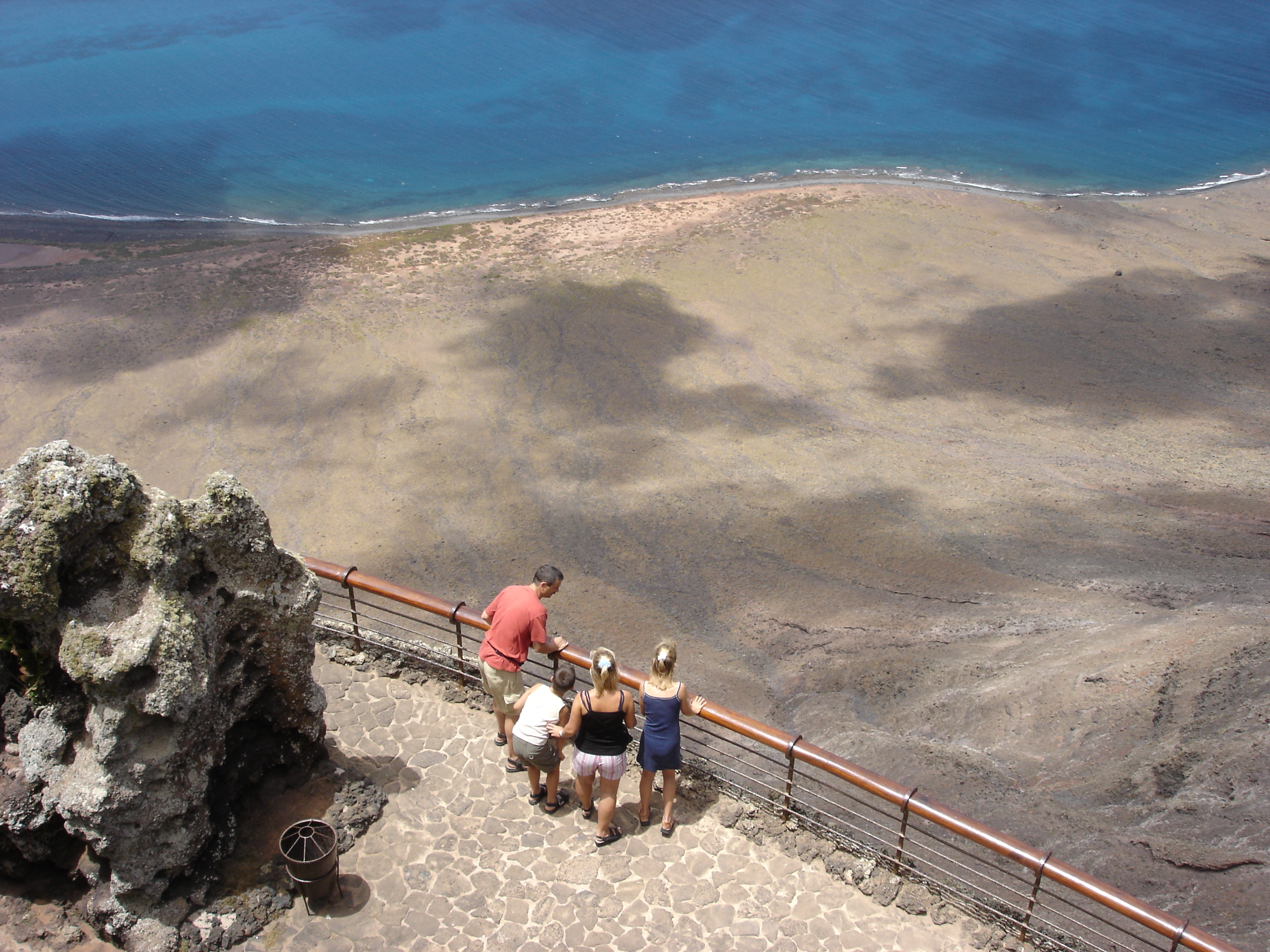
Blick auf den Risco de Famara
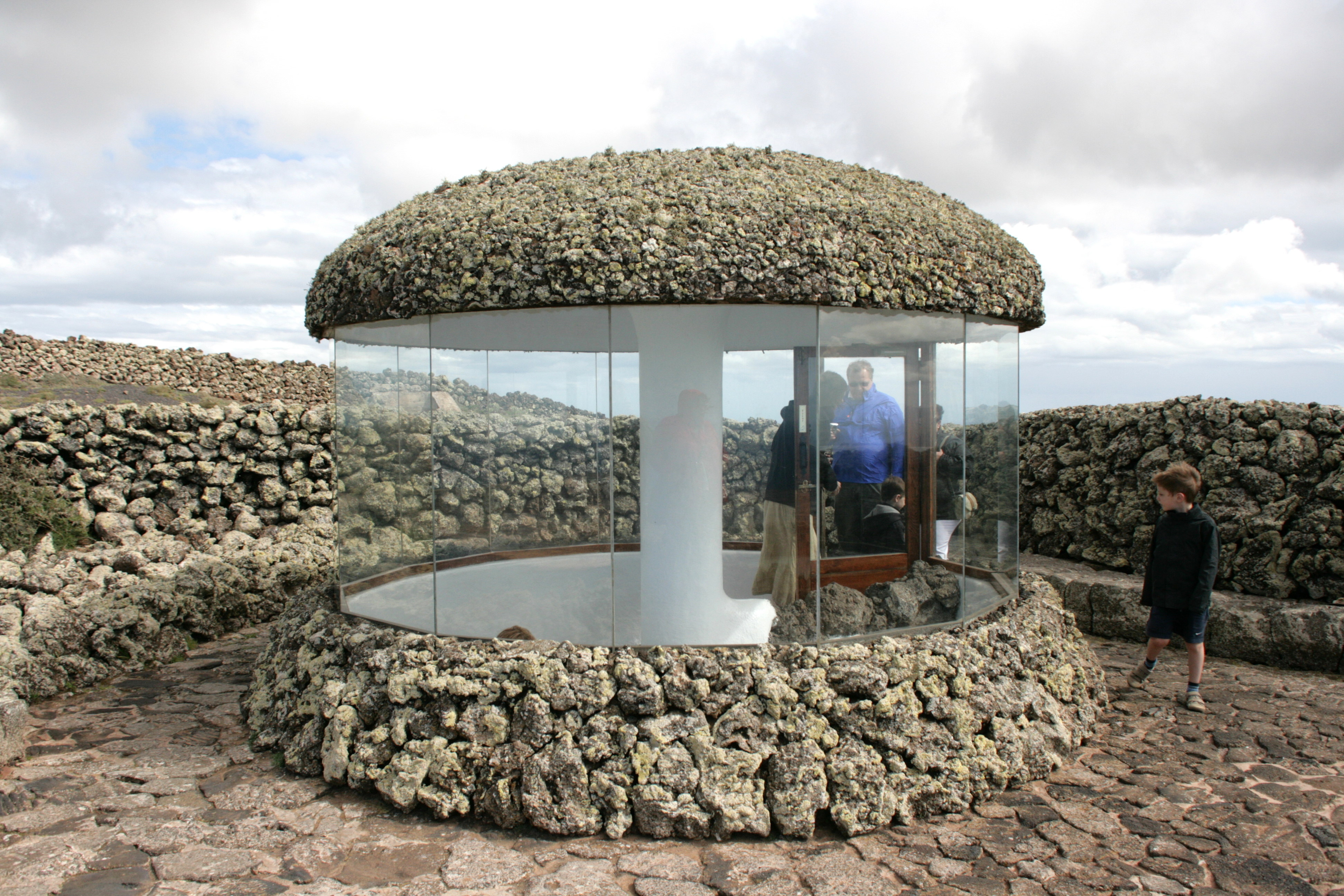
Oberste Aussichtsplattform
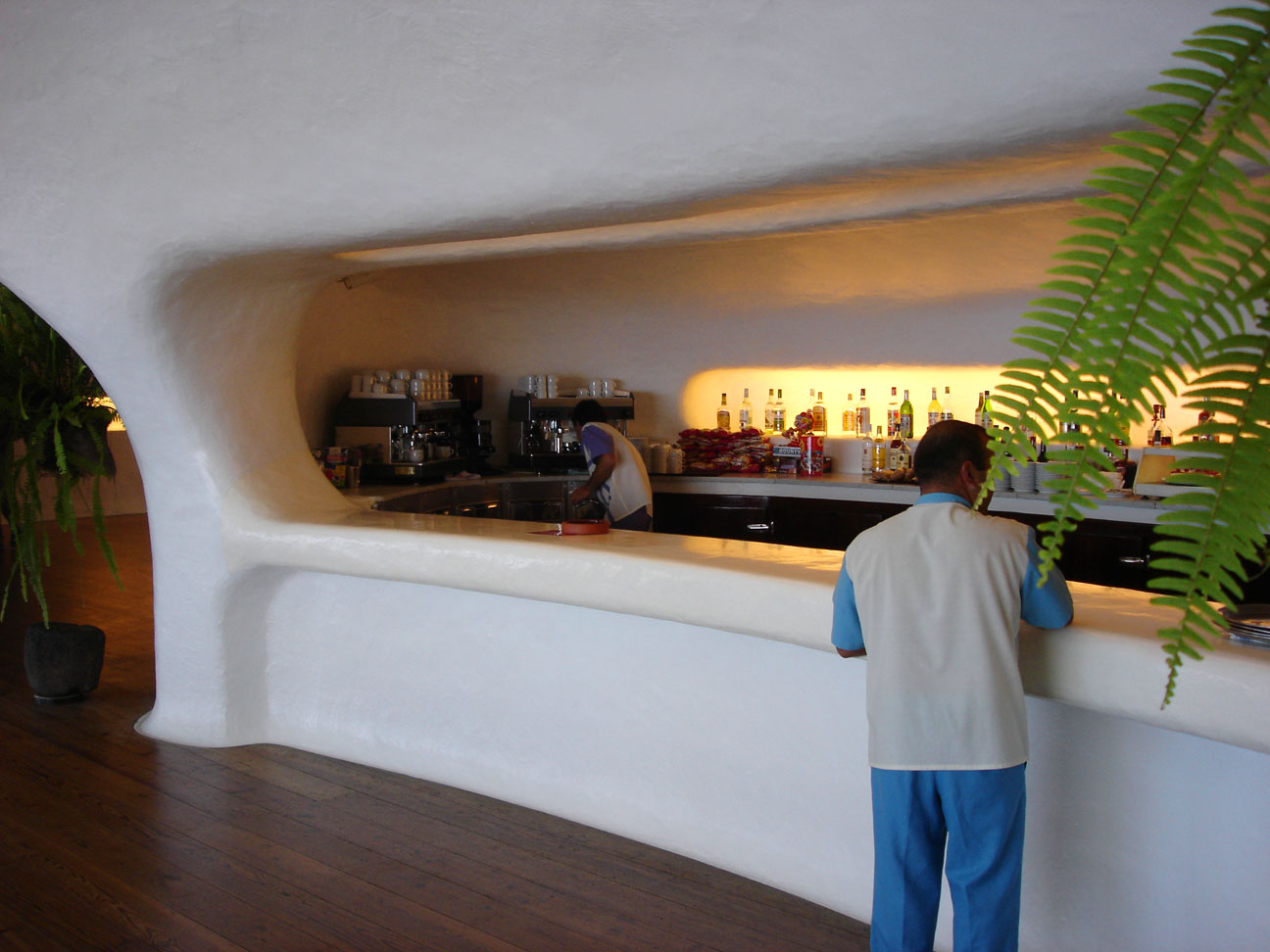
Bar
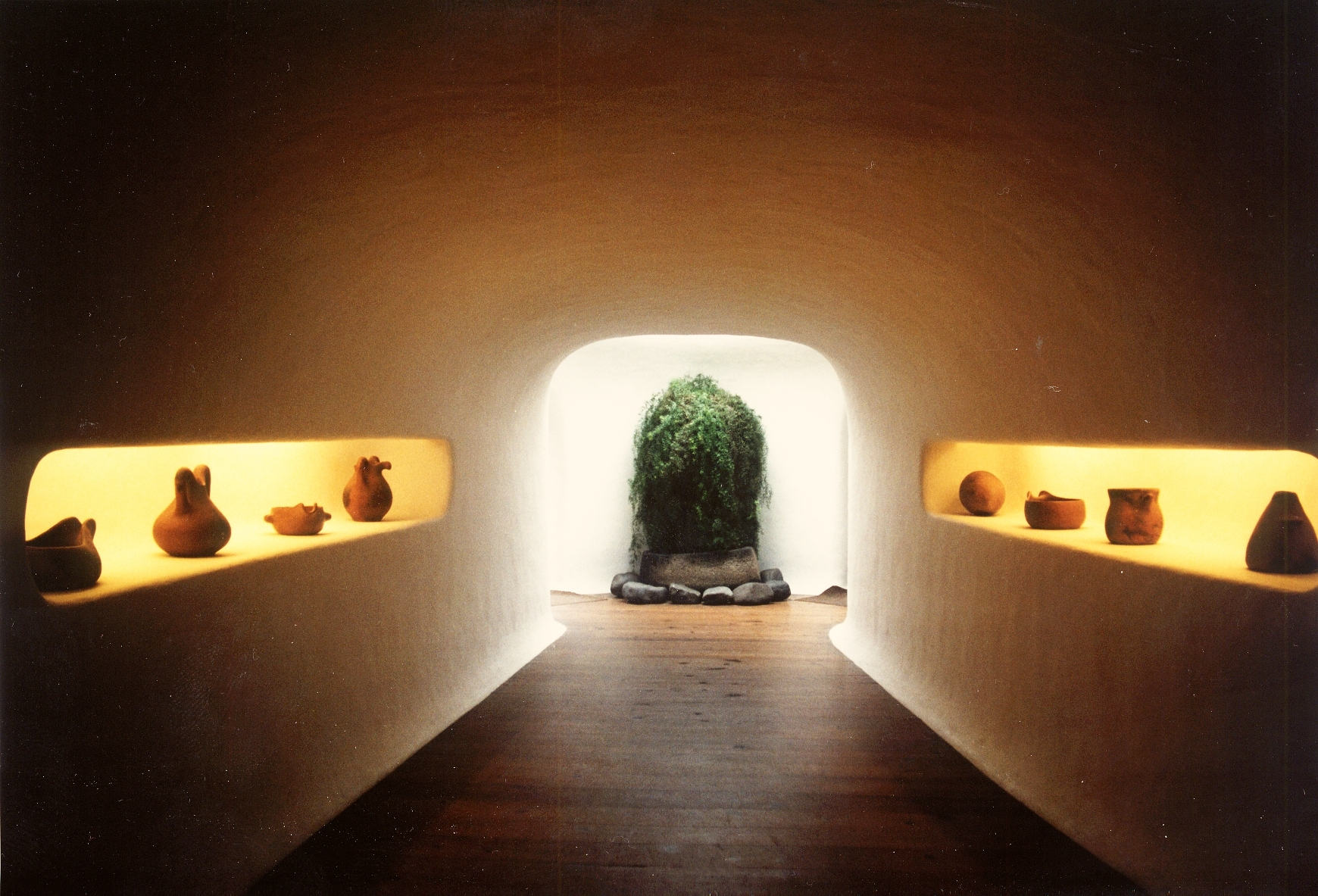
Innerer Gang